# 巴登山

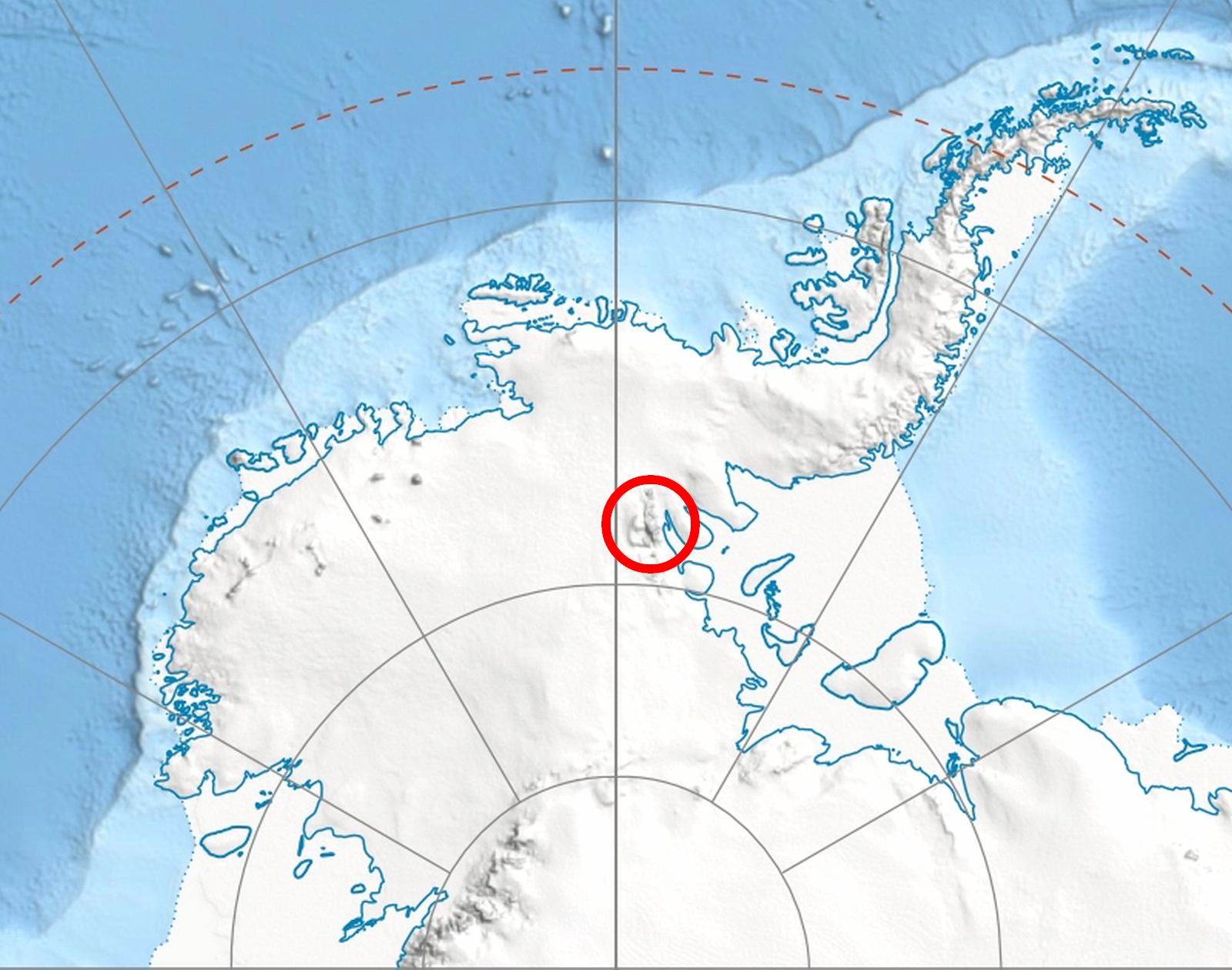

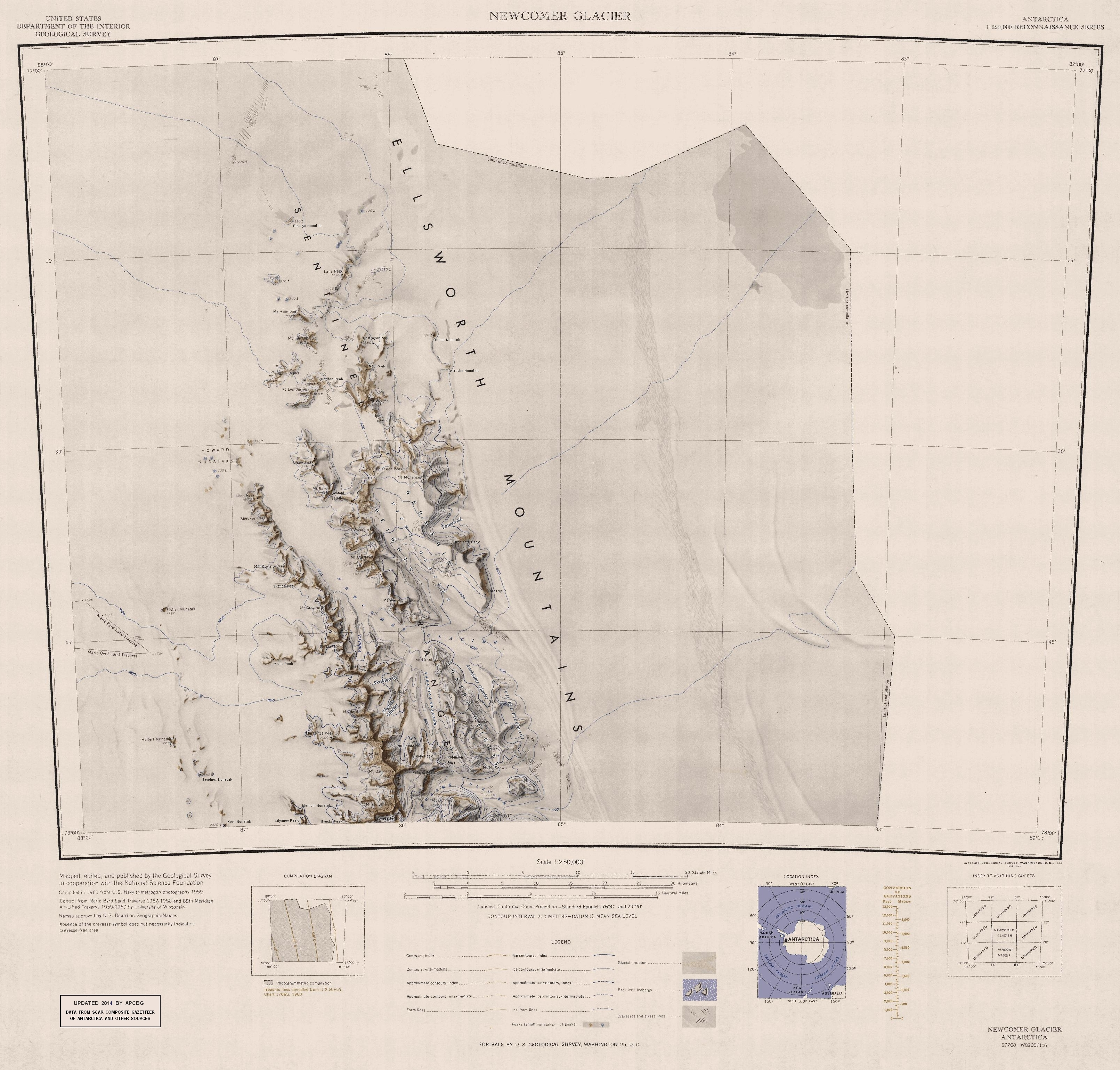

77°51′S 86°13′W / 77.850°S 86.217°W
巴登山（英語：Mount Barden）是南極洲的山峰，位於埃爾斯沃思地，處於夏普山西北面4.6公里，海拔高度2,910米，以物理學家命名，現時由南極條約體系管理。